# Т-40
Т-40 — радянський легкий (малий за класифікацією свого часу) плаваючий танк періоду Другої світової війни.
Розроблений в першій половині 1939 року на московському заводі № 37 під керівництвом М. О. Астрова, провідного розробника всієї вітчизняної лінійки малих і легких танків того періоду.
У грудні того ж року Т-40 був прийнятий на озброєння Червоної армії і серійно випускався на заводі № 37.
Виробництво Т-40, включаючи його сухопутні варіанти, тривало до грудня 1941 року, коли він був замінений на складальних лініях більш потужним легким танком Т-60. Всього було випущено 722 машини, які взяли активну участь в боях Німецько-радянської війни в 1941—1942 роках. На базі Т-40 в 1941 році була побудована перша самохідна установка БМ-8-24 класу реактивних систем залпового вогню на танковому шасі.
Невелике число уцілілих у боях Т-40 використовувалося в ролі навчальних машин аж до кінця війни.
Незабаром після закінчення війни Т-40 був знятий з озброєння Червоної армії. До теперішнього часу збереглося два подібних танка в бронетанковому музеї в підмосковній Кубинці.

## Історія створення
Поряд з важкими, середніми та легкими танками система автобронетанкового озброєння РККА виділяла особливий клас танків — так звані «малі» танки, які були підвидом легких танків в класифікації бойових машин по масі. Основним призначенням малих танків була розвідка, зв'язок, бойова охорона частин на марші, боротьба з ворожими диверсантами і партизанами; крім того, від них вимагалося подолання водних перешкод без будь-якої попередньої підготовки. Наприкінці 1930-х років на озброєнні РККА складалися два типи малих танків — Т-37А і Т-38. Обидва вони представляли собою подальший розвиток плаваючого прототипу легкого танка, розробленого британською фірмою «Карден-Ллойд». Доопрацювання та адаптація під умови радянської промисловості були виконані конструкторським колективом московського заводу № 37 під керівництвом Н. А. Астрова. Незважаючи на великі очікування, малий плаваючий танк Т-38 багато в чому їх не виправдав, відбулися дві його модернізації, які тільки частково усунули недоліки вихідної конструкції. До основних з них відносилися:
- Слабке озброєння — один 7,62-мм кулемет ДТ;
- Слабке бронювання, нездатне захистити машину від вогню протитанкових рушниць, осколків снарядів і ручних гранат;
- Роздільне розміщення механіка-водія і командира машини, що при загибелі або поранення першого виводило весь танк з ладу;
- Недостатня плавучість, не дозволяє взяти на борт значний вантаж у вигляді бійців-десантників або потрібного армійського майна при форсуванні водної перешкоди. Не раз на навчаннях і експериментах танки типу Т-38 тонули через погану герметизацію корпусу або невелику хвилю[5]

Тому вже на початку 1939 року конструкторське бюро заводу № 37 на чолі з М. А. Астровим почало розробку нового малого плаваючого танка, на якому можна було б усунути більшість цих недоліків. Основними напрямками вдосконалення конструкції стала розробка корпусу зручної форми для пересування на плаву, відмова від обмежень на габарити машини, застосування передових технічних ідей в ходовій частині і вже налагоджених вузлів і агрегатів від автомобільної промисловості країни. Хоча чимале число рішень було запозичене від Т-38, проєкт нового танка, який отримав індекс 010, був повністю самостійною розробкою Н. А. Астрова і його співробітників, а не подальшим розвитком англійського попередника Т-37А і Т-38.
Варто відзначити, що доля проєкту 010 на ранній стадії була під істотною загрозою — замовник в особі Головного автобронетанкового управління (ГАБТУ) РККА бажав бачити замість Т-38 як плаваючого розвідника колісно-гусеничний танк масою 5-6 тонн з дизельним двигуном потужністю 150—180 к.с. Проєкт такої машини отримав індекс Т-39. Призначеного тимчасово виконуючим обов'язки директора заводу № 37 М. А. Астрову (замість заарештованого М. Козирєва) довелося чимало часу і сил витратити на обґрунтування неможливості одержати таку машину в рамках обговорених замовником масогабаритних і вартісних обмежень. До того ж дизеля для Т-39 взагалі не було. Ці заперечення конструктора привели тільки до появи завдання на розробку до осені 1937 року такого дизеля і дещо пізніше до візиту на завод № 37 інспекції з ГАБТУ, результатом чого був досить незадовільний для заводчан звіт інспектуючих. Однак навесні 1938 року тактико-технічні вимоги ГАБТУ сильно змінилися (бензиновий двигун 90 к.с., тільки гусеничний рушій), що давало «зелене світло» проєкту 010. Тоді ж йому був привласнений індекс Т-40.
Проєкт «010» розроблявся нечисленним тоді конструкторським бюро заводу № 37. Крім головного конструктора, що брав активну участь в проєктуванні, в створенні нового танка брали участь Р. А. Аншелевіч і А. В. Богачов. Вперше у вітчизняному танкобудуванні була застосована індивідуальна торсіонна підвіска, велику увагу конструктори приділили ергономіці машини. На відміну від Т-38, механік-водій і командир танка розміщувалися спільно в одному відділенні, робоче місце першого розташовувалося в площині симетрії машини з достатнім оглядом. Оглядовий люк розташовувався таким чином, щоб його не захльостував набіг хвилі, передбачалося місце для досить громіздкою нової дуплексної радіостанції 71-ТК-3. На відміну від відкритої установки гребного гвинта на Т-38, в новій машині він розташовувався в спеціальній гідродинамічної ніші і добре захищався від пошкоджень.
Навесні 1939 року проєктні роботи були в основному завершені, і вже в липні почалися випробування перших чотирьох дослідних машин, як з індивідуальною торсіонною, так і з блокованою візковою підвіскою на напівеліптичних ресорах. Широка програма випробувань включала в себе перевірку ходових і маневрених якостей танка на суші і на плаву, подолання штучних та природних перешкод, відстріл зброї та оцінку ергономічної зручності як збройової установки, так і всього танка в цілому. Оскільки Горьковський автомобільний завод (ГАЗ) ще не освоїв виробництво нових двигунів ГАЗ-11 потужністю 85 к.с., На дослідних танках поставили імпортні прототипи майбутніх горьківських моторів. Випробування виявили велику кількість необхідних доробок окремих деталей, але завод № 37 оперативно усував виявлені недоліки. Зокрема, був подовжений на 120 мм і розширений на 50 мм корпус, а його висоту знизили на 20 мм для підвищення стійкості на ходу і на плаву. Також конструктори посилили торсіонні вали підвіски, збільшили діаметр і ширину опорних котків, замінили трилопатевий гвинт на більш ефективний чотирилопатевий. За результатами випробувань індивідуальна торсіонна підвіска виявилася вигідніша візкової і отримала «путівку в майбутнє». У виправленому вигляді танк проєкту «010» отримав схвалення від військових фахівців і куруючих танкобудування державних діячів.
19 грудня 1939 Комітет оборони СРСР прийняв на озброєння РККА разом з іншими машинами легкий танк проєкту «010» під тим же армійським позначенням Т-40 в постанові № 443сс. У цьому документі обмовлялося завдання заводу № 37 випустити до 1 березня 1940 три дослідних зразки Т-40, до 1 серпня — установчу серію з 15 танків і 1 жовтня почати їх серійне виробництво.
До літа 1940 року завод № 37 збудував ще два дослідні зразки Т-40 з усіма зауваженнями за результатами випробувань. До цього моменту приспіли і вітчизняні двигуни ГАЗ-11; це було тим більш до речі через зношування і розрегулювання імпортних силових агрегатів на дослідних машинах.
На початку Німецько-радянської війни завод № 37 отримав наказ про завершення серійного випуску малого плаваючого танка Т-40 і підготовці виробничих потужностей до випуску легкого танка Т-50. Однак РККА було потрібно якомога більше танків, а технологічний процес випуску Т-50 був просто непосильний для заводу № 37. М. А. Астров в такій обстановці почав роботу над новим легким танком з широким використанням вузлів і агрегатів Т-40, а рішення про випуск на заводі № 37 танків Т-50 було невдовзі скасовано на користь збільшення випуску «сухопутного» варіанту Т-40С. Ця модифікація була створена в липні 1941 року з ініціативи начальника Науково-технічного комітету ГАБТУ РККА полковника С. А. Афоніна. Оскільки плавучість Т-40 в боях першого місяця війни залишилася незадіяною, то з'явилася можливість спростити конструкцію танка за рахунок відмови від вузлів і агрегатів водоходного рушія. З танка знімалися гребний гвинт з карданним валом, коробка відбору потужності, водоходні рули, відкачуючий насос, теплообмінник, хвилевідбивний щиток і компас. Згодом була демонтована і радіостанція. За рахунок зекономленої маси вдалося незначно підсилити бронювання до 13-15 мм в найбільш важливих місцях танка, однак гідродинамічна ніша для гребного гвинта поки ще зберігалася.
Непотрібну гідродинамічну нішу прибрали на наступній й останній модифікації «сороковки», яка зараз іменується як Т-30 за її проєктним позначенням «030» (відомий історик М. Н. Свірін на підставі своїх досліджень архівних документів Наркомату танкової промисловості стверджує, що саме ця машина спочатку позначалася як Т-60 і саме її мав на увазі М. А. Астров у своєму листі Й. В. Сталіну). Цей варіант, як і раніше позначався в військовий і виробничій звітності як Т-40, був переробленій М. А. Астровим версією Т-40С з метою подальшого посилення бронювання до 15-20 мм в найбільш відповідальних частинах бронекорпуса машини. Також трохи перекомпонував внутрішній устрій танка з метою використання вивільненого місця від гідродинамічної ніші і вузлів водоходного рушія. З вересня 1941 року на Т-30 почали встановлювати 20-мм гармату ШВАК-Т. Зберігши компоновку і розміщення вузлів і агрегатів Т-30, конструктор А. В. Богачов розробив «знижений» корпус для нового танка проєкту «060», який перетворився на прототип серійних Т-60. На цьому історія створення та розвитку Т-40 була закінчена.

## Виробництво
Легкий танк Т-40 у всіх його варіантах випускався тільки заводом № 37 у 1940—1941 роках. Після реконструкції та розширення виробничих потужностей і процесів в жовтні 1940 року почався серійний випуск «сороковки». Планом до кінця 1940 року передбачався випуск 100 танків, але освоєння серійного виробництва йшло через силу, замовнику був зданий 41 серійний Т-40 і побудовано ще 6 дослідних машин. 1941 був відзначений успіхами колективу заводу № 37 — у війська до 22 червня було поставлено 179 Т-40, разом з добудованими машинами закладки 1940. Виробництво плаваючого варіанту Т-40 закінчилося в липні 1941 року, коли завод № 37 здав останні 16 машин цієї модифікації; в серійний випуск пішов «сухопутний» варіант Т-40С. За липень — серпень 1941 року було побудовано 136 танків Т-40С, після чого його у виробництві замінив варіант з посиленим бронюванням Т-30. Ця модифікація перебувала в виробництві аж до жовтня 1941 включно, паралельно з новим легким танком Т-60. У листопаді 1941 року почалася евакуація заводу № 37 в Свердловськ. На новому місці, використовуючи раніше випущені бронекорпуси, завод № 37 побудував останні 20 «сороковок» в грудні 1941 року, після чого виробництво всіх варіантів Т-40 було остаточно завершено. Т-30 останніх серій оснащувалися 20-мм гарматою ШВАК-Т замість кулемета ДШК. Цією ж гарматою оснащувалися прибулі з фронту для ремонту Т-40 ранніх серій. Бронекорпуси і башти Т-40 для заводу № 37 в Москві виробляли Коломенський машинобудівний імені Куйбишева і Подільський заводи. Випуск Т-40 показаний в наступній таблиці:
| Виробництво Т-40, шт. |         |                  |         |         |          |         |          |         |        |
| Марка танку (завод) | 1940 г. | 1941 г.          | 1941 г. | 1941 г. | 1941 г.  | 1941 г. | 1941 г.  | 1941 г. | Всього |
| Марка танку (завод) | 1940 г. | січень — червень | липень  | серпень | вересень | жовтень | листопад | грудень | Всього |
| Т-40 (завод № 37, Москва)                                                                                                  | 100     | 179              | 16      |         |          |         |          |         | 295    |
| Т-40С (завод № 37, Москва)                                                                                                 |         |                  | 36      | 90      | 10       |         |          |         | 136*   |
| Т-30 (завод № 37, Москва)                                                                                                  |         |                  |         |         | 200      | 115     |          |         | 315    |
| Т-30 (завод № 37, Свердловськ)                                                                                             |         |                  |         |         |          |         |          | 20      | 20     |
| Всього | 100     | 179              | 52      | 90      | 210      | 115     |          | 20      | 766*   |
| * з урахуванням 44 шасі, відданих під монтаж артилерійської частини БМ-8-24, тобто всього 722 танка Т-40 всіх модифікацій. |         |                  |         |         |          |         |          |         |        |

## Опис конструкції

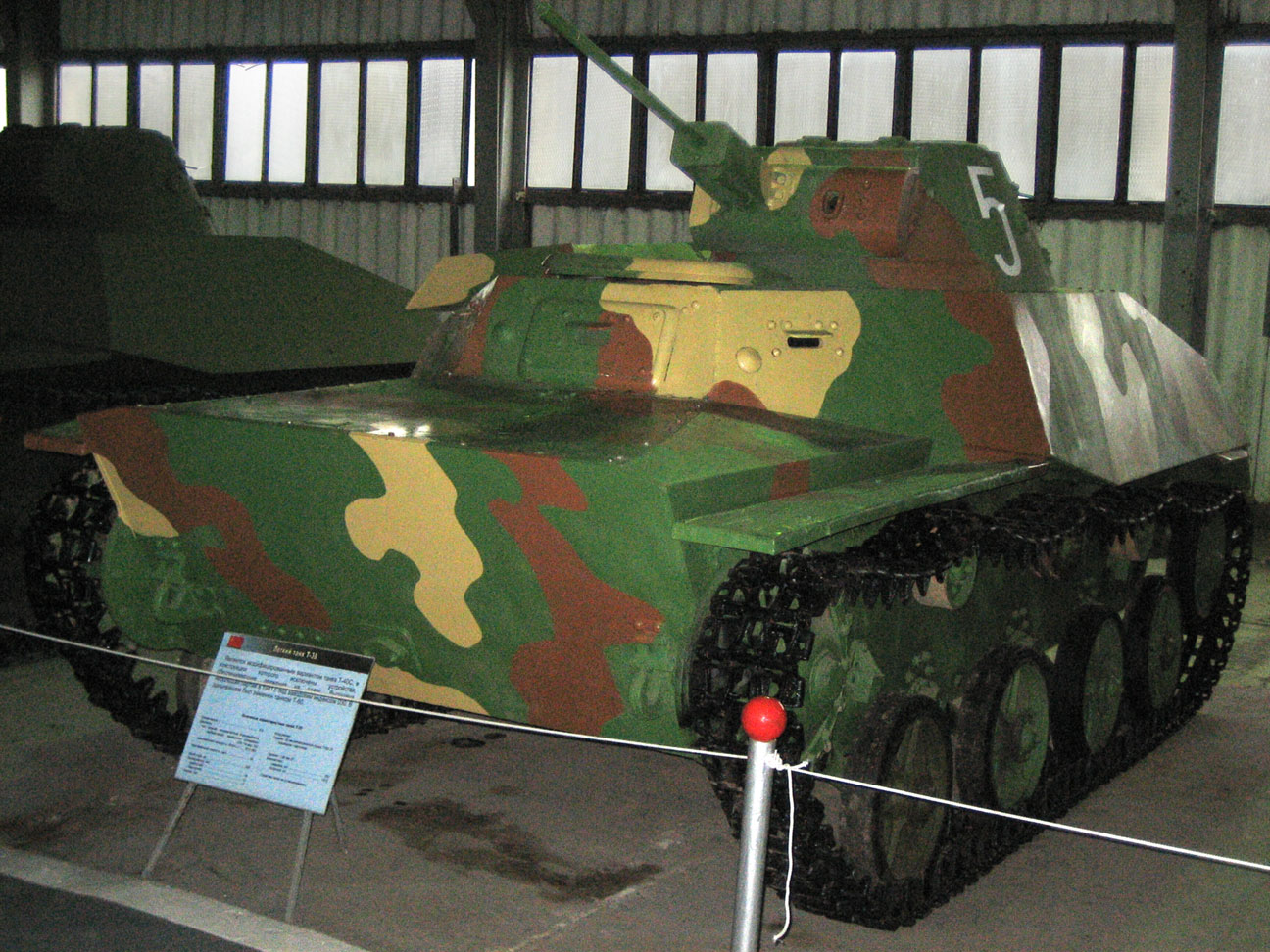
Легкий танк Т-30 з деформаційним камуфляжем з 20-мм гарматою ШВАК в бронетанковому музеї в Кубинці

Т-40 мав типову компонувальну схему для радянських легких танків того часу. Танк мав п'ять відділень, перерахованих нижче в порядку від лобової частини машини до корми:
- трансмісійне відділення;
- Відділення управління;
- моторне відділення по правому борту середини корпусу;
- Бойове відділення по лівому борту середини корпусу і в башті;
- Кормове відділення, де розташовувалися вузли водоходного рушія, гідродинамічна ніша гребного гвинта, паливні баки і радіатор двигуна.

Ця компоновочная схема визначала в цілому набір переваг і недоліків танка в рамках машин свого класу. Зокрема, переднє розташування трансмісійного відділення, тобто ведучих коліс, приводило до підвищеної їх уразливості, так як саме передня частина танка найбільшою мірою схильна ворожому обстрілу. З іншого боку, на відміну від радянських середніх і важких танків, у Т-40 паливні баки знаходилися поза бойовим відділенням в ізольованій броньовою переборкою відсіку, що підвищувало виживання екіпажу при ураженні танка. Екіпаж танка складався з двох чоловік — механіка-водія і командира машини.

### Броньовий корпус і башта
Броньовий корпус танка конструкції інженера А. В. Богачова зварювався з катаних броньових плит товщиною від 5 до 20 мм. «Сухопутні» машини пізнього випуску захищалися більш товстою бронею в порівнянні з ранніми серійними зразками Т-40. Броньовий захист диференційований, протикульовий. Бронеплити корпусу з'єднувалися частково зварюванням, частково болтами. Складна їх конфігурація визначалася вимогами можливості руху на плаву, частина бронеплит (нижні лобові, виличні і верхні бортові) мали раціональні кути нахилу. Ряд бронеплит корпусу (лобовий, надмоторний, підбаштовий і кормовий листи) виконувалися знімними для зручності обслуговування і заміни різних вузлів і агрегатів танка. Механік-водій розташовувався по центру в передній частині бронекорпуса танка. Для підвищення зручності його роботи на лобовій частині корпусу встановлювався відкидний щиток. У бойовій обстановці щиток опускався, а механік-водій вів спостереження через оглядовий прилад в цьому щитку, який також захищався броньовою заслінкою. Крім того, для зручності спостереження в обох виличних листах були встановлені оглядові прилади «триплекс». На даху підбаштової бронеплити розташовувався відкидний люк для посадки-висадки механіка-водія. Корпус також мав днищевой люк для аварійного покидання екіпажем танка і ряд повітропритоків, люків, лючків і технологічних отворів для вентиляції заселених приміщень танка, зливу палива і масла, доступу до горловини паливних баків, іншим вузлам і агрегатам машини. Ряд цих отворів захищався броньовими кришками, заслінками і кожухами. Для забезпечення водонепроникності корпусу лючки встановлювалися на гумові прокладки, а отвори під болтові з'єднання деталей з корпусом ущільнювалися клоччям. Також в лобовій і бортових бронеплитах були просвердлені амбразури для стрільби з особистої зброї, які закривались броньовими пробками.
Конічна кругла зварна башта мала борти товщиною 15 (у Т-30 — 20) мм, які розташовувалися під кутом 25° до вертикалі для підвищення кулестійкості. Лобова частина башти мала нішу прямокутного перерізу для установки озброєння і захищаючої його бронемаски. Вісь обертання башти не збігалася з площиною поздовжньої симетрії машини внаслідок установки мотора по правому борту танка і була зміщена від цієї площини вліво. У даху башти розташовувався напівкруглий відкидний люк для посадки-висадки командира машини. У свою чергу, в люку був невеликий лючок для прапорцевої зовнішньої сигналізації. башта встановлювалася на кульковій опорі і фіксувалася захватами щоб уникнути звалювання при сильному крені або перекиданні танка. У бортах башти встановлювалися оглядові прилади «триплекс» за оглядовими щілинами, додатково захищеними броньовими козирками. Там же були амбразури для стрільби з особистої зброї, які закривались броньовими пробками.

### Озброєння

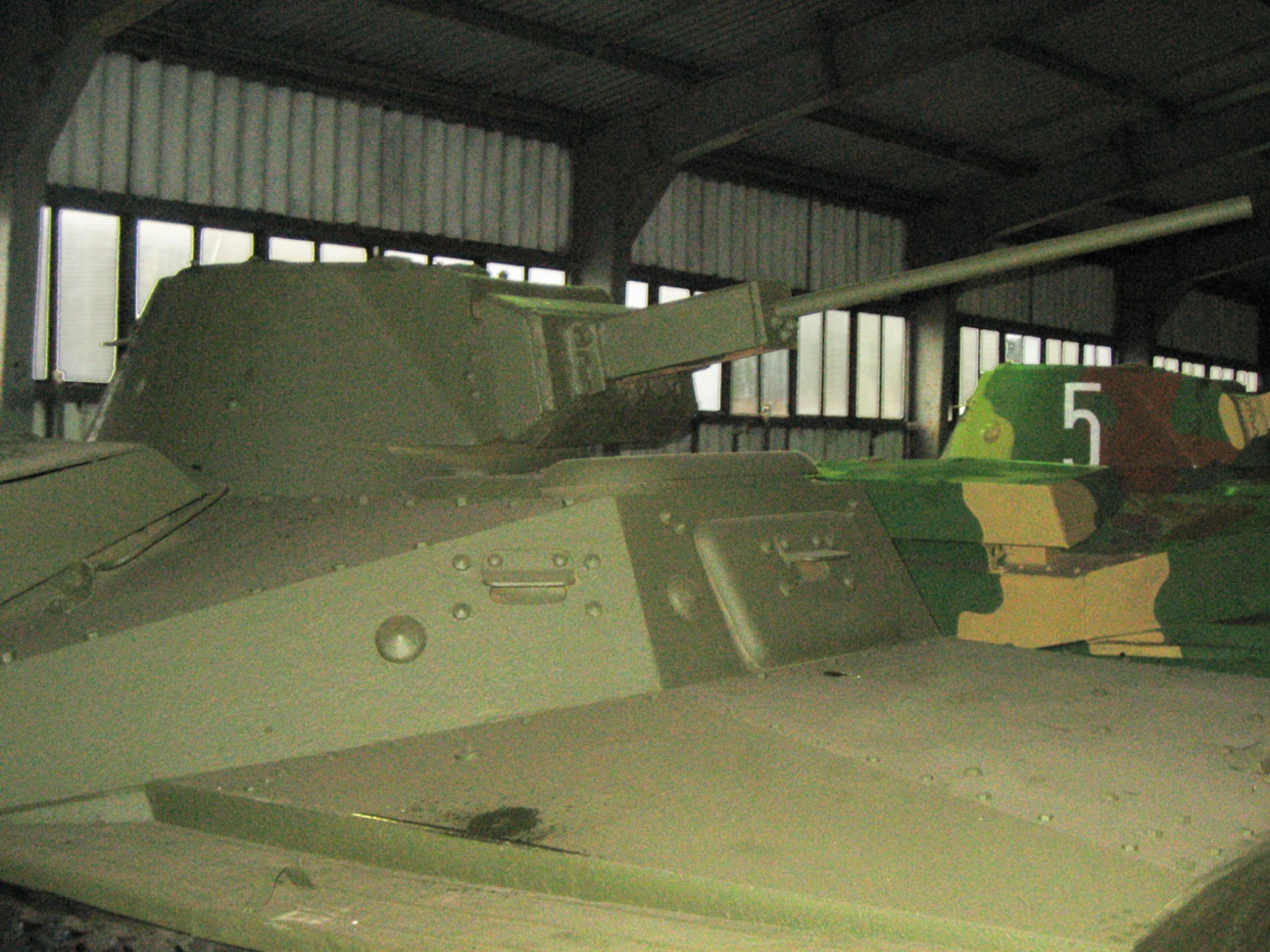
башта Т-40

Основним озброєнням Т-40 був крупнокаліберний кулемет ДШК калібру 12,7 мм. Кулемет монтувався на цапфах в башті, крім маски його ствол додатково захищався броньовим кожухом. Кулемет ДШК мав довжину ствола 78,7 калібри, висота лінії вогню складала 1590 мм, максимальна дальність стрільби прямою наводкою досягала 3,5 км. З ним був спарений 7,62-мм кулемет ДТ, розташований в єдиній установці з ДШК. Для зручності використання спареної установки ДШК зміщувався вправо від площини симетрії башти, кулемет ДТ розташовувався зліва. Спарена установка мала вертикальні кути наведення від −7 до +25° і кругової сектор обстрілу по горизонталі. Горизонтальний привід наведення шестеренчатого типу башти розташовувався праворуч від спареної установки, для швидкого повороту башти силами командира танка він міг бути відключений. Вертикальний механізм наведення гвинтового типу розташовувалася зліва від спареної установки. Ці механізми і приводи спусків кулеметів згодом перейшли в конструкцію більш пізнього серійного легкого танка Т-60. Кулемет ДТ міг легко зніматися зі спареної установки і використовуватися поза танком. В принципі, те ж саме можна було зробити і з ДШК, тільки легкістю і швидкістю виконання ця операція вже не вирізнялася.
Боєкомплект ДШК становив 500 патронів, живлення стрічкове. Стрічка містилася в кільцевому коробі башти. Початкова швидкість кулі 850—870 м/с., бойова скорострільність — 80 пострілів в хвилину. До складу боєкомплекту входили:
- Патрон з бронебійно-запальною кулею Б-32 масою 48,3 г[9];
- Патрон з бронебійної кулею Б-30;
- Патрон з бронебійно-запально-трасуючою кулею БЗТ;
- Патрон з бронебійно-запальною кулею БС-41.

12,7-мм кулі Б-30 і Б-32 пробивали на дистанції 500 м броню товщиною 15 мм по нормалі і на дистанції 100 м — 20 мм. 12,7-мм куля БС-41, завдяки наявності металокерамічного бронебійного осердя (на що вказує індекс «БС»), мала більш високу бронебійних дію, а саме 20 мм при куті зустрічі 20 градусів на дальності 750 м.
Спарений кулемет ДТ мав боєкомплект в 2016 патронів (32 диска).
Гарматні варіанти Т-40 оснащувалися 20-мм гарматою ШВАК-Т (ТНШ) з боєкомплектом 750 снарядів, боєкомплект до ДТ у такому випадку зменшувався до 1512 патронів (24 диска). Детальна інформація за властивостями боєприпасів і бронепробивності гармати — в статті про легкий танк Т-60 з ідентичним озброєнням.

### Двигун
Т-40 оснащувався чотиритактним рядним шестициліндровим карбюраторним двигуном рідинного охолодження ГАЗ-11, потужністю 85 к.с. Пуск двигуна проводився стартером СЛ-40 потужністю 0,8 к.с. (0,6 кВт) з електромагнітним реле вмикання, заводний рукояткою або внутрішнім педальним механізмом. Двигун оснащувався карбюратором К-23 або двома спареними карбюраторами ГАЗ-М-9510.
Три паливних бака сумарним об'ємом 206 л розташовувалися в кормовому відділенні. Запасу палива вистачало на 300 км ходу по шосе.

### Трансмісія

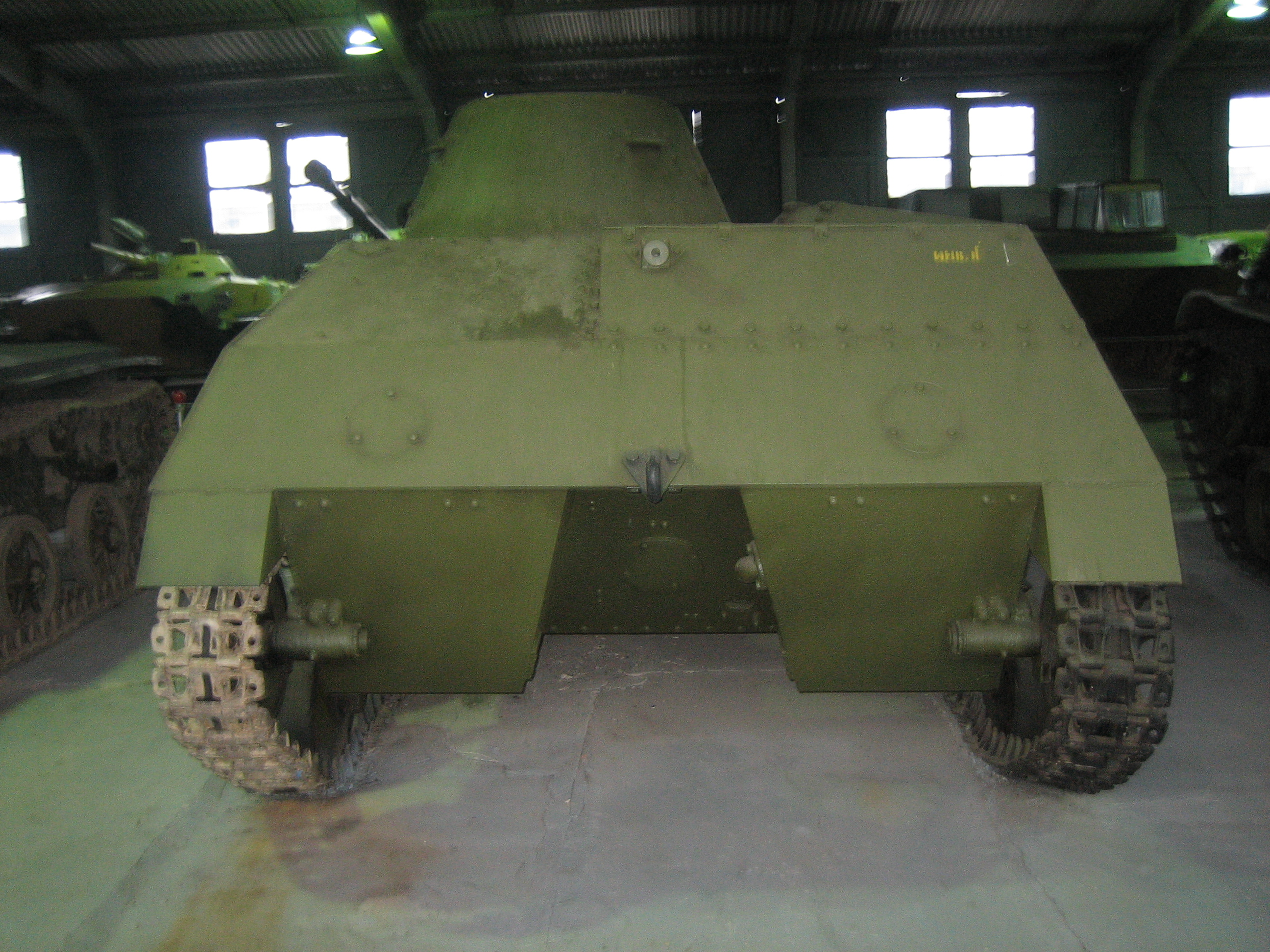
Корма легкого танка Т-40С

Танк Т-40 оснащувався механічною трансмісією, до складу якої входили:
- Однодисковий головний фрикціон сухого тертя «сталі по феродо», що встановлювався на маховику двигуна;
- Чотириступінчаста коробка передач з демультиплікатором (4 передачі вперед і 1 назад), запозичена від дослідної (в той час) вантажівки ГАЗ-51;
- Карданний вал;
- Конічна головна передача;
- Два багатодискових бортових фрикціони з сухим тертям «сталь по сталі» і стрічковими гальмами з накладками з феродо;
- Два простих однорядних бортових редуктори.

Всі приводи керування трансмісією — механічні, механік-водій керував поворотом і гальмуванням танка двома важелями під обидві руки по обидва боки свого робочого місця.

### Ходова частина

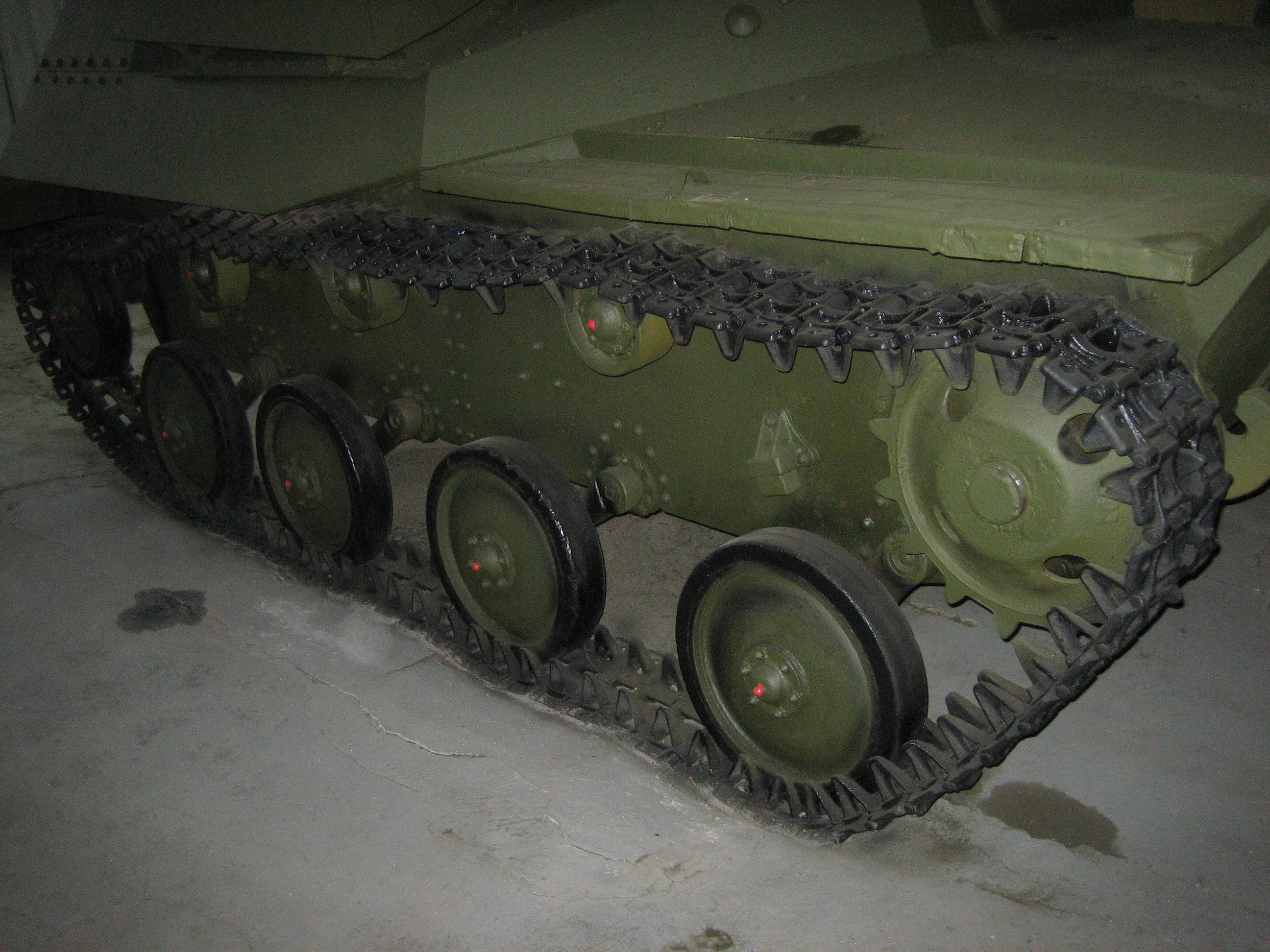
Ходова частина Т-40. Опорні котки штамповані

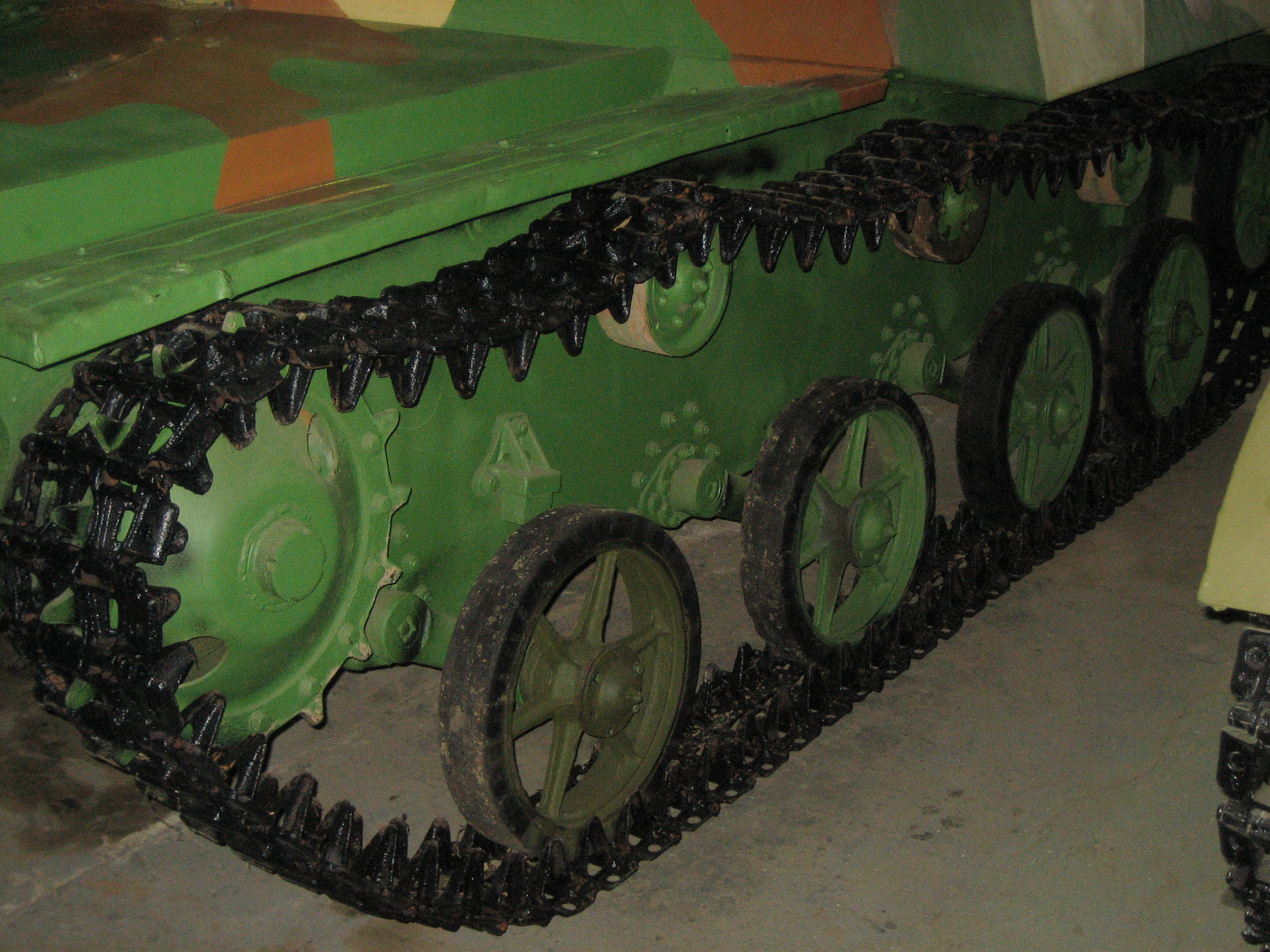
Ходова частина Т-30. Опорні котки литі

Ходова частина танка Т-40 була новаторською у радянському танкобудуванні — вперше (разом з важким танком КВ-1) на серійній машині застосували індивідуальну торсіонну підвіску. Стосовно одного борту, до її складу входили 4 односхилих опорних котка малого діаметра (550 мм) з гумовими бандажами, 3 підтримуючих односхилих ковзанки з зовнішньою амортизацією, ведуче колесо і лінивець. На пізнішій модифікації Т-30, в залежності від заводу-виробника, опорні котки вироблялися або литим спицюванням, або суцільним штампуванням (у ранніх випусків — тільки останній варіант). Навпроти крайніх вузлів підвіски до бронекорпусу приварювалися обмежувачі ходу балансирів підвіски з гумовими буферами для пом'якшення ударів. Ведучі колеса цівкового зачеплення зі знімними зубчастими вінцями розташовувалися спереду, а лінивці, уніфіковані з опорними котками, з механізмом натягнення гусениці — ззаду. До корпусу танка приклепувалися відбійники для запобігання заклинювання гусениці при русі танка зі значним креном на один з бортів. Гусениця дрібноланкова, ширина двогребневого трака становить 260 мм.

### Водохідний рушій й устаткування для руху на плаву
Водохідний рушій включав в себе гребний гвинт в гідродинамічній ніші, карданний вал між ним і коробкою відбору потужності від двигуна танка і водоходні рулі. Для забезпечення руху на плаву на танку встановлювалися хвилевідбійний щиток, теплообмінник і відкачуючий (трюмний) насос. Для екстреного покидання тонучого танка екіпаж забезпечувався двома рятувальними поясами. Для орієнтування при русі на плаву або в тумані, а також у розвідці на Т-40 встановлювався магнітний компас виробництва московського заводу «Авіаприбор». Мореплавність танка була досить високою — він міг впевнено виконувати свої завдання при хвилюванні до 3 балів, а на спокійній воді перевозити вантаж значної маси.

### Протипожежне обладнання
Танк оснащувався двома тетрахлорними вогнегасниками — стаціонарним і переносним. Від стаціонарного вогнегасника відходили чотири люльки, які закінчувалися розпилювачами біля двох великих паливних баків, малого паливного бака і карбюратора двигуна. Гасіння пожежі в танку потрібно було виконувати в протигазах — при попаданні тетрахлориду вуглецю на гарячі поверхні відбувалася хімічна реакція часткового окислення з утворенням фосгену — сильнодіючої отруйної речовини задушливої дії.

### Приціли та прилади спостереження
Спарена установка кулеметів ДШК і ДТ оснащувалася основним прицілом ТМФП, при пошкодженні основного прицілу після його зняття автоматично зводилася мушка резервного механічного прицілу. Робочі місця водія і командира Т-40 також мали кілька оглядових приладів (три у водія, два у командира) для спостереження за навколишнім оточенням поза танком. Оглядовість з машини в порівнянні з Т-38 була істотно поліпшена (п'ять оглядових приладів проти трьох, зручна для спостереження з місця механіка-водія конфігурація бронекорпуса).

### Електрообладнання
Електропроводка в танку Т-40 була однопровідною, другим проводом служив бронекорпус машини. Джерелами електроенергії (робоча напруга 6 В) були генератор Г-41 з реле-регулятором РРА-364 потужністю 0,2 кВт і акумуляторна батарея марки 3-СТЕ- 112 загальною ємністю 112 А·год У танку була і друга акумуляторна батарея тієї ж марки. На лінійних машинах вона була запасною, а на командирських, оснащених радіостанцією 71-ТК-3, вона включалася в мережу для забезпечення роботи радіостанції. Споживачі електроенергії включали в себе:
- Зовнішнє та внутрішнє освітлення машини, прилад підсвічування прицільних шкал;
- Контрольно-вимірювальні прилади (амперметр і вольтметр);
- Зовнішній звуковий сигнал СЕ-4714;
- Засоби зв'язку — радіостанція (на командирських танках) і односторонній триколірний світлосигнальний пристрій від командира до механіка-водія;
- Електрика моторної групи — стартер СЛ-40, котушка запалювання КЗ-11, розподільник Р-10, свічки СЕ-01 і вимикач 69-К.

### Засоби зв'язку
На лінійних танках засобом внутрішнього однобічного зв'язку від командира до механіка-водія служив триколірний світлосигнальний пристрій, засобів зовнішнього зв'язку за винятком прапорців не передбачалося. На командирських танках встановлювалася короткохвильова телеграфно-телефонна радіостанція 71-ТК-3.

## Модифікації

### Серійні

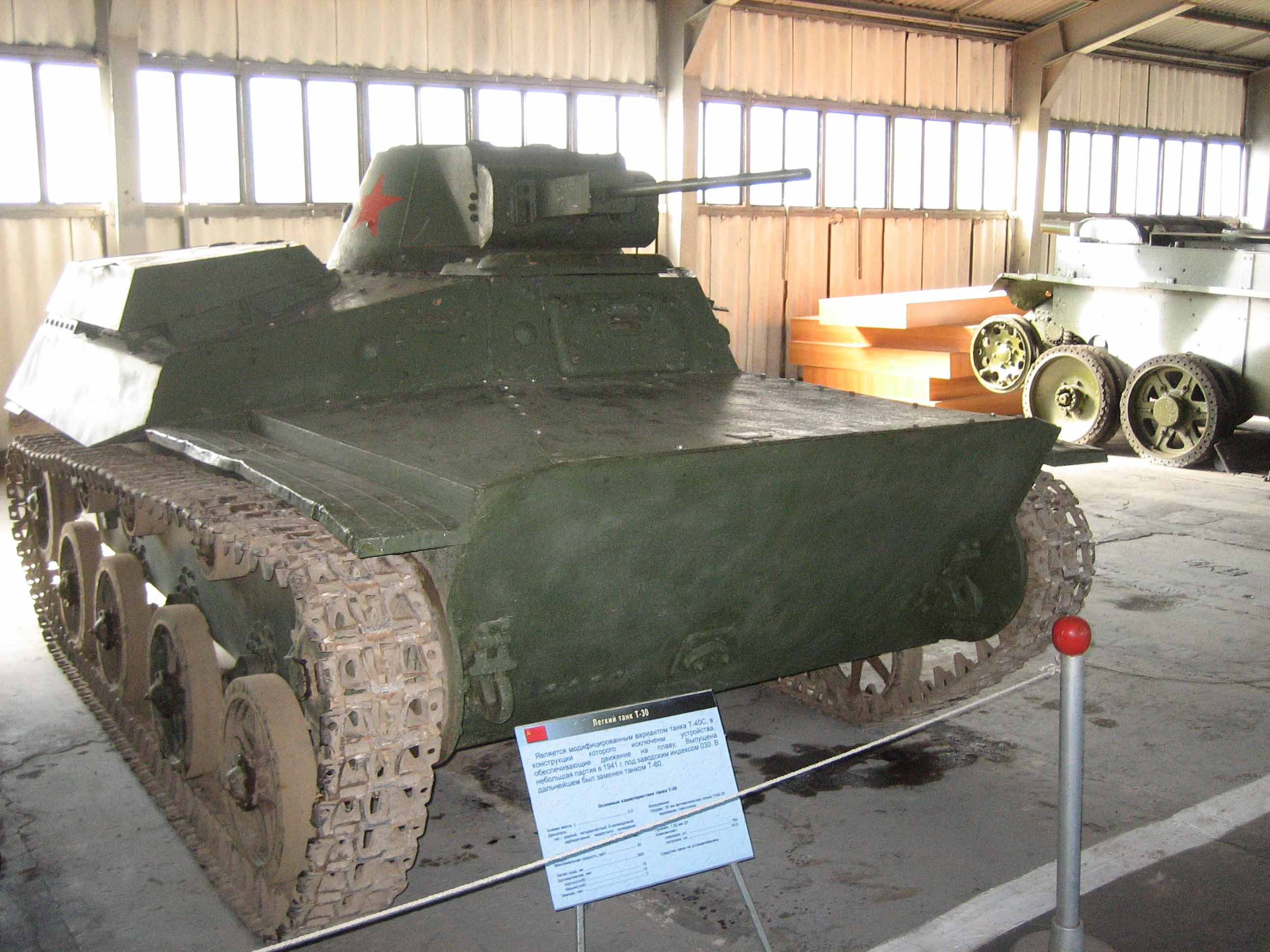
Легкий танк Т-30 з 20-мм гарматою ШВАК в бронетанковому музеї в Кубинці

Танк Т-40 випускався в декількох варіантах, які відрізнялися один від одного можливістю руху на плаву, озброєнням і бронюванням, однак у той час в військовій і виробничій звітності їх практично не розрізняли, як і раніше називаючи модифіковані танки індексом Т-40. Тим не менш, всі серійні варіанти мали своє унікальне позначення:
- Т-40 довоєнного випуску з можливістю руху на плаву;
- Т-40С випуску липня — вересня 1941 року з прибраними вузлами водоходного рушія;
- Т-30 (заводський індекс 030, передбачалося для військового імені використати Т-60) — неплаваючий варіант з корпусом без гідродинамічної ніші гребного гвинта і посиленим бронюванням. Частина машин пізнього випуску озброювалася дослідчною 20-мм гарматою ШВАК-Т. Подальше вдосконалення корпуса і озброєння призвело до створення легкого танка Т-60 з 20-мм гарматою ТНШ.

Позначення Т-40С, 030 і Т-30 не прижилися в документах часів Німецько-радянської війни і в основному використовуються в сучасних публікаціях для позначення модифікацій легкого танка Т-40.

### Дослідні
Недостатність озброєння танка Т-40 активно стимулювала роботи по його переозброєнню на більш потужну артсистему. Для вирішення проблеми було запропоновано використовувати 23-мм авіаційну автоматичну гармату конструкції Я. Г. Таубіна і М. Н. Бабуріна (відому як ПТБ-23, МП-6 або БТ-23, що використовувалася на деяких модифікаціях винищувачів І-21 і ЛаГГ-1 і штурмовика Іл-2), адаптовану для установки в танк. Танковий її варіант отримав позначення ПТ-23ТБ і була доопрацьована О. Е. Нудельманом. Корпус дослідного танка Т-40 з гарматою ПТ-23ТБ також зазнав невеликі зміни з метою зменшення габаритів і посилення бронювання, але його конфігурація і розташування основних люків і лючків залишилися незмінними у порівнянні з серійним Т-40. Незважаючи на установку могутнішого озброєння, маса машини зменшилася до 5,32 т і вона не втратила можливість руху на плаву. Ходова частина, моторно-трансмісійна установка та електрообладнання змін не зазнали. Дослідний зразок Т-40 з 23-мм гарматою ПТ-23ТБ був виготовлений в липні 1941 року і на початку жовтня пройшов полігонні випробування. На цих випробуваннях були виявлені численні відмови гармати ПТ-23ТБ, у результаті танк не був прийнятий на озброєння РККА і серійно не випускався.

### Порівняльні ТТХ різних модифікацій
| ТТХ різних модифікацій танків сімейства Т-40 |                                                                      |                                                                      |                                                                      |
|                                              | Т-40С                                                                | Т-30                                                                 | Т-40 з ПТ-23ТБ                                                       |
| Бойова маса, т                               | 5,5                                                                  | 5,5                                                                  | 5,32                                                                 |
| Екіпаж, чол                                  | 2                                                                    | 2                                                                    | 2                                                                    |
| Размеры                                      |                                                                      |                                                                      |                                                                      |
| Довжина, м                                   | 4,11                                                                 | 4,11                                                                 | 3,95                                                                 |
| Ширина, м                                    | 2,33                                                                 | 2,33                                                                 | 2,275                                                                |
| Висота, м                                    | 1,905                                                                | 1,905                                                                | 1,95                                                                 |
| Кліренс, мм                                  | 300                                                                  | 300                                                                  | 230                                                                  |
| Бронювання, мм/градус                        |                                                                      |                                                                      |                                                                      |
| Лоб корпусу (верхня частина)                 | 13/30                                                                | 15/30                                                                | 13/30                                                                |
| Лоб корпусу (середня частина)                | 9/82                                                                 | 9/82                                                                 | 9/82                                                                 |
| Лоб корпусу (нижня частина)                  | 13/76                                                                | 13/76                                                                | 13/76                                                                |
| Лоб башти                                    | 15/25                                                                | 20/25                                                                | 10/25                                                                |
| Вооружение                                   |                                                                      |                                                                      |                                                                      |
| Гармата                                      | нема                                                                 | 1 × 20-мм ТНШ                                                        | 1 × 23-мм ПТ-23ТБ                                                    |
| Кулемети                                     | 1 × 12,7-мм ДШК 1 × 7,62-мм ДТ                                       | 1 × 7,62-мм ДТ                                                       | 1 × 7,62-мм ДТ                                                       |
| Боєкомплект, пострілів / патронів            | 0 / 500+2016                                                         | 750 / 1512                                                           | 154 / 2016                                                           |
| Рухливість                                   |                                                                      |                                                                      |                                                                      |
| Двигун                                       | ГАЗ-11 моделі 202, карбюраторний рядний 6-цил. рідинного охолодження | ГАЗ-11 моделі 202, карбюраторний рядний 6-цил. рідинного охолодження | ГАЗ-11 моделі 202, карбюраторний рядний 6-цил. рідинного охолодження |
| Максимальна потужність двигуна, к. с. (кВт)  | 85 (63)                                                              | 85 (63)                                                              | 85 (63)                                                              |
| Питома потужність, к. с./т                   | 15,5                                                                 | 15,5                                                                 | 16,0                                                                 |
| Максимальна швидкість по шосе, км/год        | 45                                                                   | 45                                                                   | 45                                                                   |
| Максимальна швидкість по воді, км/год        | не плавають                                                          | не плавають                                                          | 6                                                                    |
| Подоланий брід, м                            | 1,0                                                                  | 1,0                                                                  | плаває                                                               |
| Запас палива, л                              | 206                                                                  | 206                                                                  | 210                                                                  |
| Запас ходу по шосе, км                       | 300                                                                  | 300                                                                  | 280                                                                  |
| Середній тиск на ґрунт, кгс/см²              | 0,46                                                                 | 0,46                                                                 | 0,46                                                                 |

### Машини на базі Т-40
Танк Т-40 послужив базою для самохідно-артилерійської установки класу реактивних систем залпового вогню БМ-8-24. Артилерійська частина БМ-8-24 складалася з 12 напрямних типу «балка», на які зверху і знизу заряджалися 24 82-мм реактивні снаряди М-8. Пристрій керування вогнем дозволяв вести стрільбу залпом або з різним темпом випуску снарядів. Випуском цих бойових машин займався завод № 733 («Компресор»), всього під монтаж РСЗВ завод № 37 передав 44 машини. Після зняття Т-40 з виробництва випуск БМ-8-24 продовжили на базі його наступника Т-60.

## Організаційно-штатна структура
Танк Т-40 призначався для заміни в РСЧА попередніх моделей малих плаваючих танків — Т-37А і Т-38. Однак змінювались в передвоєнний час штати танкових і механізованих стрілецьких частин разом з недостатнім випуском Т-40 призвели до того, що інформація про фактичну наявність «сороковки» в РККА фрагментарна і недостатня.
Зважаючи на катастрофічні втрати матеріальної частини в другій половині 1941 і неодноразові зміни поглядів на організаційно-штатну структуру танкових частин, єдиного її варіанту для того періоду просто не існує. Більш того, зважаючи заміну у виробництві однієї моделі легкого танка на іншу, в організаційно-штатній структурі (особливо у 1941 році) не вказується тип належних по штату машин, а замість цього використовується тільки загальне число легких танків, які могли бути найрізноманітніших типів — БТ-7, Т-26, Т-40 всіх модифікацій та з жовтня — Т-60.
Тим не менш, Т-40 використовувалися на всіх рівнях організації танкових частин РККА — від окремих танкових батальйонів до танкових армій. У початковій фазі війни штати неодноразово змінювалися, наприклад, в окремих танкових бригадах формування кінця серпня — початку вересня 1941 налічувалося 64 легких танки (Т-40 або Т-60) з належних 93. У танкових бригадах формування кінця вересня загальне число танків зменшилася до 67, а ще пізніше — до 46 машин (20 Т-40 або Т-60). Незабаром через брак матеріальної частини довелося зробити наголос на формуванні окремих танкових батальйонів чисельністю в 29 машин (9 середніх і 20 легких). Однак до початку 1942 року, коли деякою мірою була подолана пануюча з початку війни плутанина, з'явилися чітко визначені штати танкових частин. Замість наспіх збитих в більшості випадків за принципом «що є» окремих танкових батальйонів стало можливим заздалегідь формувати придатні для великих наступальних дій танкові корпуси. У березні 1942 року був затверджений штат, по якому танковий корпус повинен був мати 100 бойових машин: 20 КВ-1, 40 Т-34 і 40 Т-60. Подальше зростання випуску танків дозволило в середині квітня 1942 збільшити рівно в півтора рази чисельність корпусу — до 30 КВ-1, 60 Т-34 і 60 Т-60 Хоча головною моделлю легкого танка була затверджена «шестидесятка», на початку 1942 року замість неї частини іноді комплектували останніми серійними чи відремонтованими і переозброєними Т-40.
У середині 1942 року Т-40 зникає з нормативних і звітних документів РККА, а одиничні вцілілі машини переводяться в тил для навчальних цілей. Як курйоз, можна відзначити використання таких навчальних Т-40 як німецьких танків при зйомці радянських кінофільмів воєнного часу.

## Бойове застосування
Зважаючи на відносно невелике число випущених машин, подробиць бойового застосування Т-40 практично не відомо. Станом на 1 червня 1941 року в РККА був 131 танк Т-40 (113 лінійних, 16 радійних та 2 навчальних), з них у західних військових округах (головним чином у Київському особливому) — 115 машин. Танки були дуже слабо освоєні екіпажами, в бою вимушено використовувалися як звичайні танки — в результаті переважна більшість з них було втрачено в перші дні війни (наприклад, з 88 Т-40 Південно-Західного фронту до 17 липня 1941 залишилося тільки 5 машин). Втім, танки інших типів також несли великі втрати. Для ілюстрації цього твердження можна навести дії 216-го танкового полку 108-ї танкової дивізії Брянського фронту. За 6 днів боїв (30 серпня — 4 вересня 1941 року) дана частина втратила 3 танки КВ з 5, 25 Т-34 з 34 і 23 Т-40 з 25.
Найбільш інтенсивне використання танків цього типу (в основному неплаваючих модифікацій Т-40С і Т-30) припало на пізню осінь 1941 року під час битви за Москву. Наприклад, станом на 28 жовтня 1941 року на Західному фронті був 441 танк, з них 33 КВ-1, 175 Т-34, 43 БТ, 50 Т-26, 113 Т-40 і 32 Т-60. До середини 1942 року Т-40 практично зникли з фронтових частин РСЧА. 1 липня 1942 на Південно-Західному та Південному фронтах було тільки 4 танки Т-40 у складі 478-го окремого танкового батальйону, до кінця липня всі вони були втрачені. Найдовше Т-40 використовувалися на Північно-Західному напрямку — станом на 16 січня 1944 року один Т-40 був у 124-му танковому полку Волховського фронту.
Протягом періоду активного бойового використання Т-40 намагалися використовувати для вирішення допоміжних завдань, наприклад, операцій в лісисто-болотистій місцевості; але гостра нестача танків змушувала використовувати «сороковки» як танки безпосередньої підтримки піхоти, незважаючи на їх слабке для цієї мети озброєння і бронювання. У такій якості вони поступалися навіть легким німецьким танкам PzKpfw II, не кажучи вже про середні PzKpfw III або PzKpfw IV. Німецькі 37-мм протитанкові гармати Pak 35/36 не мали проблем у поразці Т-40 на будь-яких дистанціях і ракурсах бою. Як результат, втрати Т-40 були дуже високими, але здебільша бойовими — надійність і маневреність вважалися цілком задовільними, що було невластиво іншим типам радянських танків тієї фази війни.
Про якесь використання Т-40 у вермахті нічого не відомо; один Т-40 станом на 1 листопада 1942 року був у румунської армії.

## Оцінка проєкту
Малий плаваючий танк Т-40 був вершиною розвитку машин подібного класу в Радянському Союзі, після нього на озброєння РККА або Радянської армії такі танки вже не приймалися, а незабаром після війни був скасований і сам клас малих танків. З усіх нових передвоєнних танків саме Т-40 був самим конструктивно доведеним до умов серійного виробництва і експлуатації в військах. З точки зору ймовірного застосування: розвідка, зв'язок, бойову охорону колон на марші — Т-40 повністю відповідав всім поставленим вимогам. Крім власного екіпажу Т-40 цілком міг транспортувати на собі двох-трьох піхотинців з повним спорядженням, що було практично неможливо на Т-38; озброєння з пари кулеметів різного калібру дозволяло як підтримувати в бою свою піхоту, так і боротися з легкоброньованими машинами противника. Низький питомий тиск на ґрунт і висока питома потужність дозволяли Т-40 демонструвати дуже хороші ходові якості на ґрунтах зі слабкою несучою здатністю. Самим значним недоліком «сороковки» була функціональна перевантаженість командира танка — він виконував функції навідника, що заряджає, а при наявності радіостанції — ще й радиста.
З іншого боку, на початку Німецько-радянської війни зважаючи на значне зменшення матеріальної частини від бойових і небойових втрат, Т-40 стали застосовувати як танк безпосередньої підтримки піхоти, де головною вимогою була наявність потужного озброєння та бронювання. «Сороківка» з її протикулевою бронею і кулеметами ніяк не могла замінити повноцінний сучасний легкий танк Т-50 (і навіть застарілий Т-26) і була однозначно погана в цій якості, проте в події втрутилися економічні і технологічні обставини. Спроба організації серійного виробництва ще недоведеного і складного по конструкції Т-50 на заводі № 37 була нездійсненною, тоді як після відмови від водоходного рушія і посилення бронювання надійний і технологічний Т-40 по захищеності зрівнявся з передвоєнним серійним легким танком Т-26. Тому первісний наказ про припинення серійного випуску Т-40 був скасований, і у виробництво пішли його «сухопутні» варіанти Т-40С і Т-30. У саму конструкцію Т-40 був закладений істотний резерв, що дозволило швидко розробити на її основі більш захищений і сильніше озброєний, у порівнянні з початкоаим варіантом, легкий танк Т-60.
Також слід відзначити ту обставину, що оборонна фаза Німецько-радянської війни аж ніяк не скасувала потреби військ в таких нішевих зразках техніки, як Т-40. Досить сказати, що при переході в наступ радянські командири не раз згадували про необхідність плаваючих танків, інший раз залучаючи для цього навіть поодинокі вцілілі Т-38. Автомобілі-амфібії DUKW-353, що поставлялися по ленд-лізу, вирішували проблему лише частково — вони не мали бронювання і озброєння, і їх не вистачало. Річкові флотилії бронекатерів також не завжди могли допомогти. Тому не раз радянські солдати форсували водні перешкоди на імпровізованих плавзасобах без будь-якої підтримки, несучи великі втрати від рушнично-кулеметного і мінометного вогню супротивника. Маневрений, швидкий і плаваючий Т-40 міг більш ніж серйозно допомогти радянським військам по захопленню й утриманню плацдармів на іншій стороні форсованої водної перешкоди. Більш того, легкоброньовані кулеметні плаваючі машини широко представлені в сучасних арміях, тільки відбулася зміна рушія — великі колеса з регульованим тиском виявилися вигідніше гусениць. Прикладом може служити радянська БРДМ.
Серед зразків сучасної для того часу зарубіжної техніки легкий танк Т-40 практично не має аналогів. Серед сухопутних машин в своїй масогабаритних категорії він практично рівноцінний з бронювання німецькому легкому танку PzKpfw I, італійському L6/40 і японським «Ха-Го» або «Ка-Мі». Перевершуючи німецьку машину з озброєння (кулемети калібру 12,7 мм і 7,62 мм проти двох 7,92-мм), Т-40 поступається по озброєнню італійському L6/40 і японським «Ха-Го» або «Ка-Мі» (20-мм автоматична і 37-мм неавтоматична гармати відповідно). Однак гарматна модифікація Т-40 робить його практично рівноцінним з італійським танком і дещо згладжує перевага японських. Однак L6/40 і «Ха-Го» не могли плавати, а «Ка-Мі» вимагав спеціальних зовнішніх поплавців для підтримки плавучості, які повинні бути встановлені заздалегідь і скидалися після виходу на сушу. Т-40, на відміну від «Ка-Мі», був готовий форсувати водну перешкоду з ходу без будь-якої попередньої підготовки. Американська амфібійних транспортна машина LVT «амтанк» при рівноцінному або більш сильному бронюванні та озброєнні (залежить від модифікації) мала масу в 16,5 тонн і незрівняна з 5,5-тонним Т-40. Враховуючи високу надійність і технологічність конструкції, можна оцінити Т-40 як вдалу машину і успіх М. А. Астрова і його співробітників, але трагічні для СРСР обставини початку Німецько-радянської війни не дали «сороківці» проявити повністю всі свої позитивні якості в тій ролі, на яку вона розраховувалася.

## Збережені екземпляри
До теперішнього часу збереглося два танки Т-40, обидва знаходяться в експозиції Бронетанкового музею в Кубинці. Один з них — Т-30 з 20-мм гарматою ШВАК, другий — експериментальний Т-40С (також з гарматою ШВАК).

## Т-40 в сувенірній та ігровій індустрії

### Комп'ютерні ігри

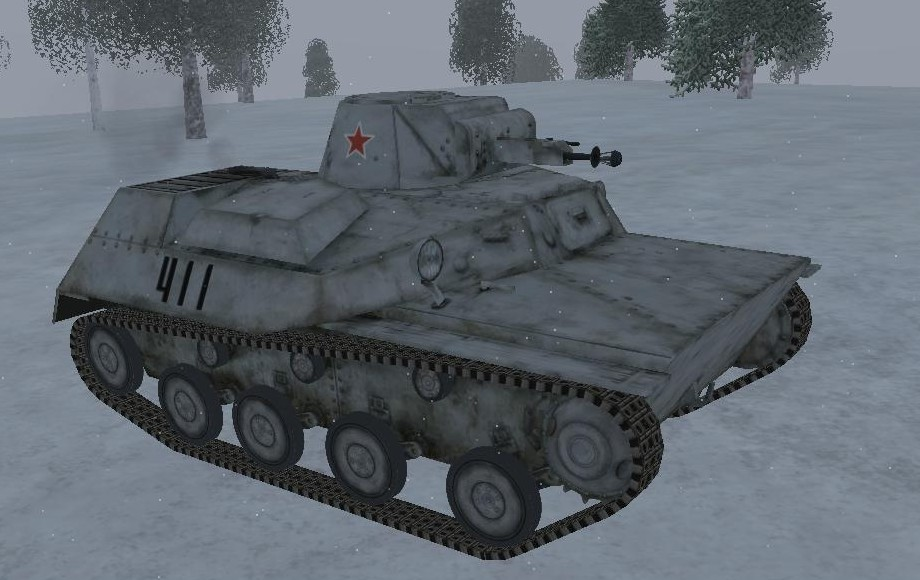
Т-40 в комп'ютерній військовій грі «Друга світова»

Т-40 фігурує в досить великій кількості комп'ютерних ігор різноманітних жанрів: в симуляторах бронетанкової і авіатехніки (як ціль), стратегіях реального часу і покрокових стратегіях «Panzer General III». В її редакції «Scorched Earth», де дія розгортається на Східному фронті, гравець може комплектувати з початку війни радянські частини (як розвідувальні, так і танкові) танком Т-40.
Т-40 можна побачити і в стратегіях реального часу «Бліцкриг» і «Sudden Strike». Варто відзначити, що відображення особливостей використання Т-40 в цих іграх також далеко від реальності. Більш імовірно він відображений у модах, створених на базі «Sudden Strike», і грі «Друга світова» (модифікації Т-30 з ДШК).

### Моделі Т-40
Масштабні копії Т-40 випускаються декількома фірмами-виробниками модельної продукції, проте в багатьох регіонах Росії дістати їх вкрай важко — модель танка Т-40 не значиться в асортименті провідних вітчизняних виробників збірних моделей. Моделі Т-40, Т-30 і БМ-8-24 випускає російська фірма «Старт», також моделі Т-40 виробляє російська фірма «Макет» та молдовська AER. Креслення для самостійної споруди моделі Т-40 неодноразово публікувалися в журналах «Моделіст-конструктор», «М-Хобі», «Бронеколлекція» та інші.
Багато років використовується у вигляді пам'ятника на головній площі в м. Ніжині Чернігівської області, Україна.